# シトラス郡 (フロリダ州)
シトラス郡（英: Citrus County）は、アメリカ合衆国フロリダ州のフロリダ半島メキシコ湾岸に位置する郡である。人口は15万3843人（2020年）。郡庁所在地はインバネスであり、同郡で人口最大の町は非法人の国勢調査指定地域であるホモサッサスプリングスである。シトラス郡はその全体でホモサッサスプリングス都市圏を構成している。南にある諸郡と共に「タンパ湾地域」にあると考えられることもある。

## 歴史
シトラス郡となった地域には、約1万年前から人類が入り、約2,500年前にはクリスタル川考古学遺跡を形成するマウンドなどを作ったインディアンが定着していた。この遺跡のある場所は約2,000年間使われていた。この場所を放棄した理由については、現在のところ不明である。
シトラス郡は1887年に設立された。この地域はそれ以前にヘルナンド郡に属していた。郡名は地域にあった柑橘類の木から採られた。1894年から1895年の冬におきた「ビッグ・フリーズ」の後は、柑橘類の生産量が大きく落ち込んだ。今日、ベラミー・グローブという大きな叢林でのみ栽培されている。さらに個人所有地に柑橘類の木を持っている人もいる。
当初郡庁所在地はマンスフィールドに置かれていたが、その後現在のインバネスに移された。マンスフィールドの町には1本の通りと池が1つ残されているのみである。

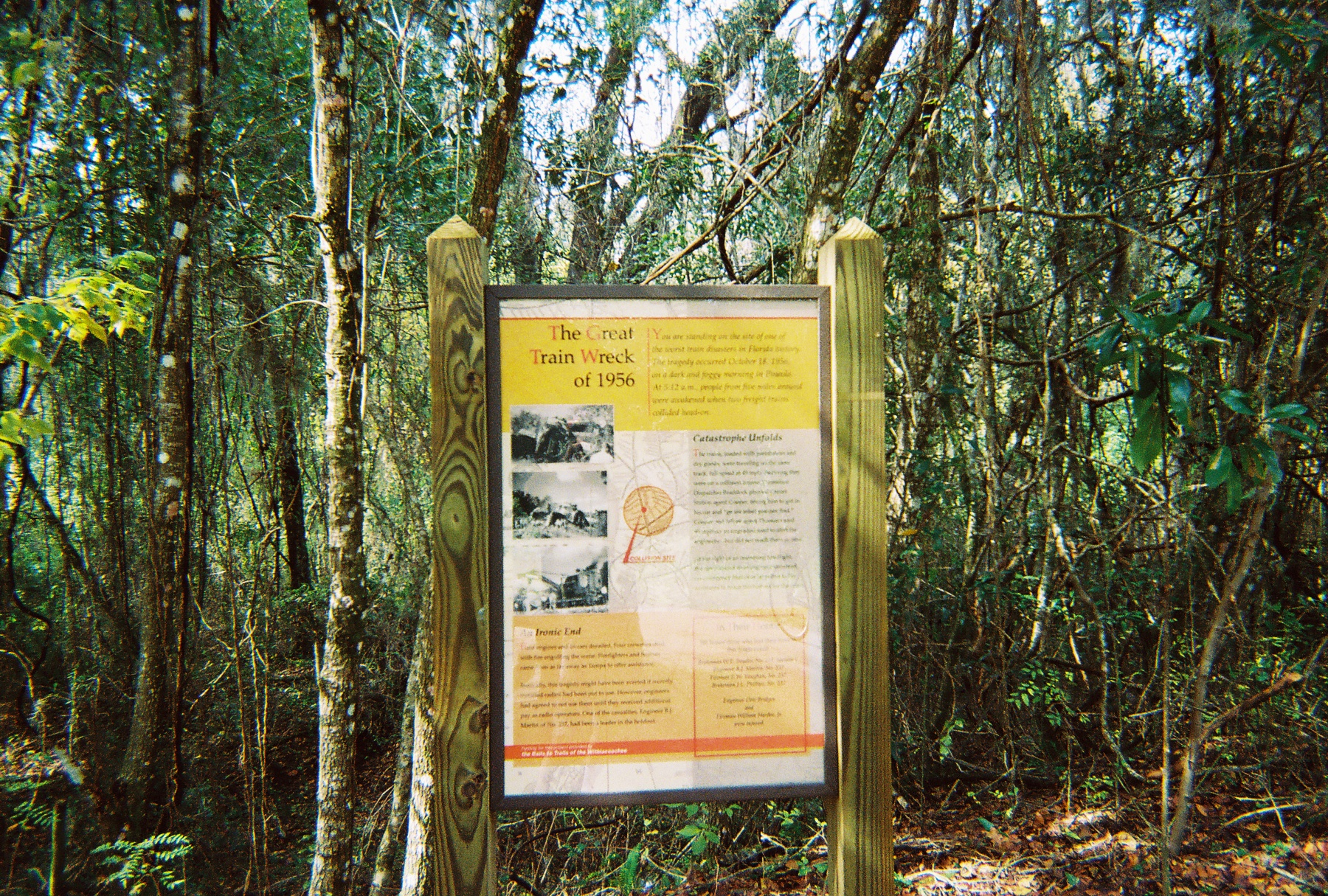
ウィズラクーチ州立トレイルにある標識、ピネオラで起きた1956年の大列車事故を語っている

第二次世界大戦までの郡の歴史ではリン酸塩の採掘が大きな役割を果たした。その後は大半が海外に移された。郡初の新聞はフォスフェイト・タイムズと呼ばれた。1856年10月18日、ピネオラでアトランティック・コースト・ライン鉄道の大列車事故が起きた。
1960年代、シトラス郡は発展を始め、ビバリーヒルズなど住宅開発が中心となり始めた。
郡内にはテレビ局が1つあり、毎月第1と第3火曜日に郡政委員化の模様をライブで流している。さらにブライトはス・ネットワークスの提供するニュース専門チャンネル、ベイニューズ9がある。
地元紙としてはシトラス・カウンティ・クロニクルとホモサッサ・ビーコンが発行されている。

## 地理
アメリカ合衆国国勢調査局に拠れば、郡域全面積は773.15平方マイル (2,002.4 km2)であり、このうち陸地583.81平方マイル (1,512.1 km2)、水域は189.34平方マイル (490.4 km2)で水域率は24.49%である。

### 交通

#### 空港
郡内にはクリスタルリバー空港とインバネス空港という地方空港が2つある。

#### 鉄道
CSXトランスポーテーションが郡北部にあるクリスタル川エネルギー複合施設まで貨物線を運行している。過去に使われていた路線はクリスタル川のクロスタウン・トレイルや、郡東部のウィズラクーチ州立トレイルに転用されるか、廃線となった。

### 主要高規格道路
- アメリカ国道19号線、郡西部を南北に通る主要地方道
- アメリカ国道41号線、郡東部を南北に通る主要地方道
- アメリカ国道98号線、南東のヘルナンド郡から北西に抜ける、チャサホウィツカで国道19号線と合流
- フロリダ州道44号線、郡北部を東西に通る
- フロリダ州道48号線、郡南東部をほぼ東西に抜ける
- 郡道480号線、最南部にある東西方向道路
- 郡道490号線、東西方向道路
- 郡道491号線
- 郡道581号線、南北方向路

### 隣接する郡
- レビー郡 - 北西
- マリオン郡 - 北東
- サムター郡 - 東
- ヘルナンド郡 - 南

### 国立保護地域
- チャサホウィツカ国立野生生物保護区（部分）
- クリスタル川国立野生生物保護区

## 人口動態
以下は2000年国勢調査による人口統計データである。
| 基礎データ - 人口: 118,085人 - 世帯数: 52,634 世帯 - 家族数: 36,317 家族 - 人口密度: 78人/km2（202人/mi2） - 住居数: 62,204軒 - 住居密度: 41軒/km2（106軒/mi2） 人種別人口構成 - 白人: 95.05% - アフリカン・アメリカン: 2.36% - ネイティブ・アメリカン: 0.36% - アジア人: 0.76% - 太平洋諸島系: 0.03% - その他の人種: 0.37% - 混血: 1.07% - ヒスパニック・ラテン系: 2.66% 年齢別人口構成 - 18歳未満: 17.2% - 18-24歳: 4.6% - 25-44歳: 19.1% - 45-64歳: 26.9% - 65歳以上: 32.2% - 年齢の中央値: 53歳 - 性比（女性100人あたり男性の人口） - 総人口: 92.3 - 18歳以上: 89.6 | 世帯と家族（対世帯数） - 18歳未満の子供がいる: 19.0% - 結婚・同居している夫婦: 58.3% - 未婚・離婚・死別女性が世帯主: 7.6% - 非家族世帯: 31.0% - 単身世帯: 26.1% - 65歳以上の老人1人暮らし: 15.6% - 平均構成人数 - 世帯: 2.20人 - 家族: 2.60人 収入と家計 - 収入の中央値 - 世帯: 31,101米ドル - 家族: 36,711米ドル - 性別 - 男性: 28,091米ドル - 女性: 21,408米ドル - 人口1人あたり収入: 18,585米ドル - 貧困線以下 - 対人口: 11.7% - 対家族数: 8.5% - 18歳未満: 18.1% - 65歳以上: 7.0% |

## 都市と町

### 法人化自治体
- クリスタルリバー市
- インバネス市 - 郡庁所在地

### 未編入の町
| - ビバリーヒルズ - ブラックダイアモンド - チャサホウィツカ - シトラスヒルズ - シトラススプリングス - フローラルシティ | - ヘルナンド - ホルダー - ホモサッサスプリングス - ホモサッサ - インバネスハイランズノース - インバネスハイランズサウス | - レカント - メドウクレスト - パインリッジ - ピネオラ - レッドレベル - シュガーミルウッズ |

### 廃村
- マンフィールド、当初の郡庁所在地、現在はゴーストタウン[10]
- オーリンズ[11]
- ステージポンド（墓地が残っている）[12]
- アーリントン[13]
- フェアマウント（メドウクレスト工業団地）[14]

## 警察組織
シトラス郡の保安官部と消防が1つの組織に統合されている。7つの消防署と8つの消防団がある。救急活動はネイチャー・コーストEMSが請け負っている。

## 政治
シトラス郡は国政、州、地方レベルで共和党支持の傾向にある。かつて保守派民主党員と共和党員を混ぜて選んでいたが、現在の地方レベルではほとんど共和党員を選んでいる。郡政委員会の全委員と州議会議員、連邦議会議員には全て共和党員を送り出している。1996年に初めて選出された保安官のジェフ・ドーシーが民主党員である。2013年2月時点の有権者登録を見ると、1万人近くが共和党に登録している。
| 大統領選挙の結果 |        |        |        |
| 年               | 共和党 | 民主党 | その他 |
| 2012年           | 60.2%  | 38.4%  | 1.4%   |
| 2008年           | 57.1%  | 41.1%  | 1.8%   |
| 2004年           | 56.9%  | 42.1%  | 1.0%   |
| 2000年           | 52.1%  | 44.6%  | 3.3%   |
| 1996年           | 40.6%  | 44.4%  | 15.0%  |
| 1992年           | 36.7%  | 35.6%  | 27.9%  |
| 1988年           | 63.0%  | 36.4%  | 0.7%   |

## 見どころ
アメリカ合衆国魚類野生生物局の空中マナティ調査に拠れば、1つの時点で400頭ものマナティが見つけられた。これは1年間でも最も寒い月にのみ起こりやすい。
ホモサッサスプリングス野生生物州立公園では水中展望台でマナティを観察できる。この公園の生物は傷ついてリハビリ中であるか、自然には戻れないものである。著名な例外はアフリカカバのルシファーである。この引退したカバに恒久的な家が見つからなかったときに、当時のロートン・チャイルズ州知事がルシファーを名誉市民にした。
郡内には船で行くことのできる多くの無人島やほとんど人の住まない海岸島がある。島の幾らかは州の土地になっており、大衆がレクリエーションに使うこともできるが、多くの島は民間の資産であり、全島あるいは部分が民間団体に所有されている。内陸の島の多くは、その水際に余暇用家屋やキャビンがある。

## メディア
シトラス郡の新聞はランドマーク・メディア・エンタープライジーズが発行するシトラス・カウンティ・クロニクルである。
地元テレビ局が1つある。シトラス・デイリーというインターネットのみの新聞社もある。ニールセンの指定するタンパ・セントピーターズバーグ・サラソタ・テレビ市場に入っている。ブライトハウス・ネットワークスはクリスタルリバー市を含む郡西部、コムキャストはインバネス市を含む郡東部に放送している。これらはタンパベイにある中継局と、オーランドやゲインズビルからの放送である。
ラジオはアービトロンの指定するゲインズビル・オカラ・ラジオ市場にある。

### 政府関連
- Citrus County Board of County Commissioners
- Citrus County Supervisor of Elections
- Citrus County Property Appraiser
- Citrus County Sheriff's Office
- Citrus County Tax Collector
- Citrus County Clerk of Courts

### 特殊地区
- Citrus County School Board
- Southwest Florida Water Management District
- Citrus County Mosquito Control District

### 司法関連
- Public Defender, 5th Judicial Circuit of Florida serving Citrus, Hernando, Lake, Marion, and Sumter counties
- Office of the State Attorney, 5th Judicial Circuit of Florida
- Circuit and County Court for the 5th Judicial Circuit of Florida

### 観光
- Citrus County Chamber of Commerce
- Citrus County Visitors & Convention Bureau

### その他
- Citrus County Chronicle, freely available with full text and full page images in the Florida Digital Newspaper Library

座標: 北緯28度51分 西経82度31分 / 北緯28.85度 西経82.52度